# Johannes Wojciechowski
Johannes Wojciechowski (* 20. November 1912; † 2. November 2005) war ein deutscher Fagottist, Komponist, Arrangeur und Editor.
Johannes Wojciechowski ist bekannt für seine Erstveröffentlichungen verschiedener Werke von Johann Friedrich Fasch und Antonio Salieri sowie des Te Deums von Georges Bizet. Wojciechowski trat insbesondere auch als Bearbeiter von Werken des Barock (Johann Christian Bach, Carl Friedrich Christian Fasch, Carl Ditters von Dittersdorf u. a.) in Erscheinung. Mitte der 1950er Jahre wirkte er als Fagottist des RIAS-Orchestres in Berlin.

## Dokumente
Autographe von Johannes Wojciechowski befinden sich im Bestand des Leipziger Musikverlages Benjamin/Sikorski im Sächsischen Staatsarchiv Leipzig.